# 별은 창 넘어로
"별은 창 넘어로"는 1959년 공개된 대한민국의 영화이다.

## 배역
- 이민자
- 김지미
- 최무룡
- 이민
- 방수일
- 최지희
- 정연자
- 황정순
- 김동원
- 주선태
- 강석제
- 석금성
- 김칠성
- 김정옥
- 변기종
- 이대엽
- 최승이